# Воздушный таран

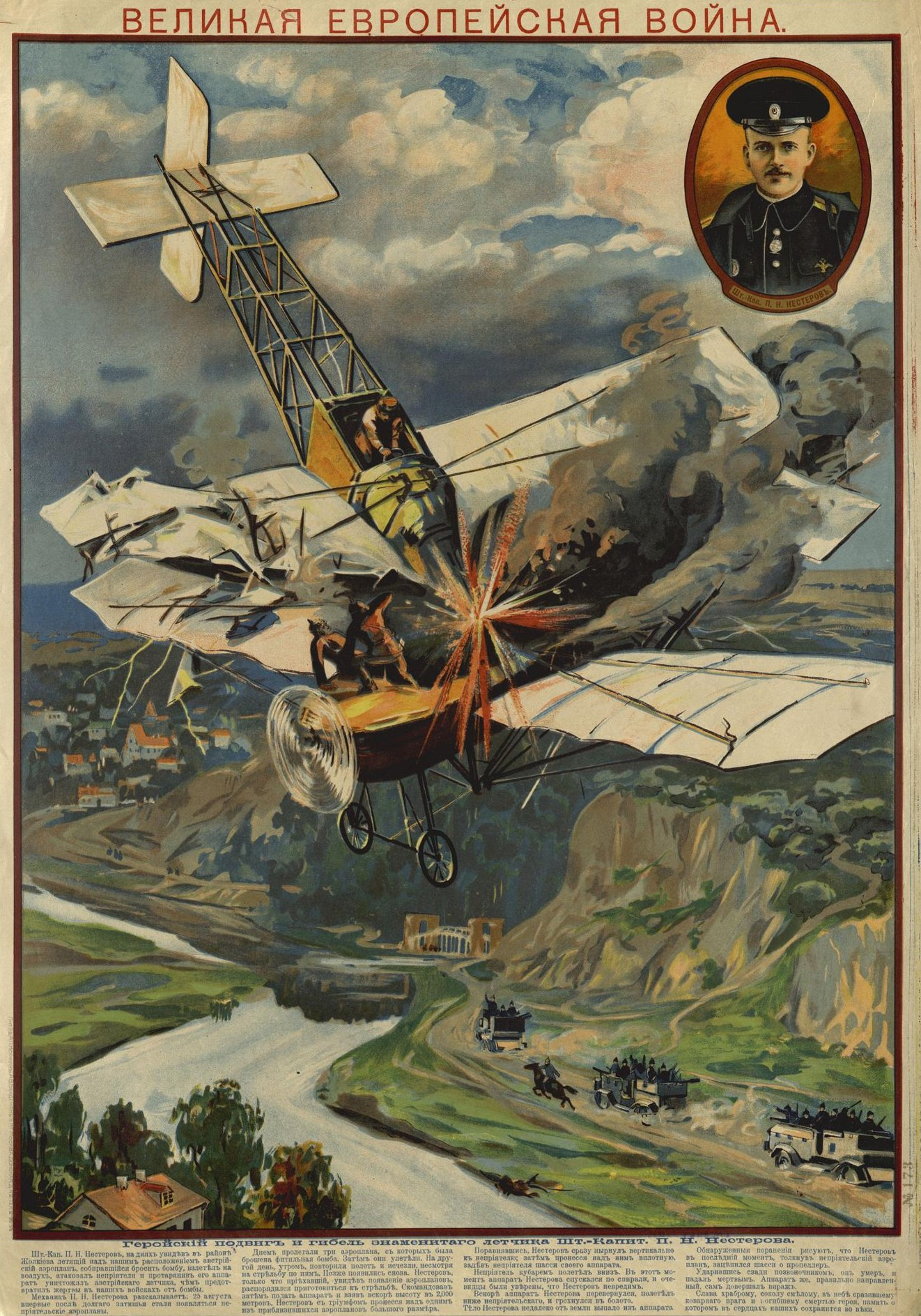
Плакат времён Первой мировой войны «Подвиг и гибель лётчика Нестерова»

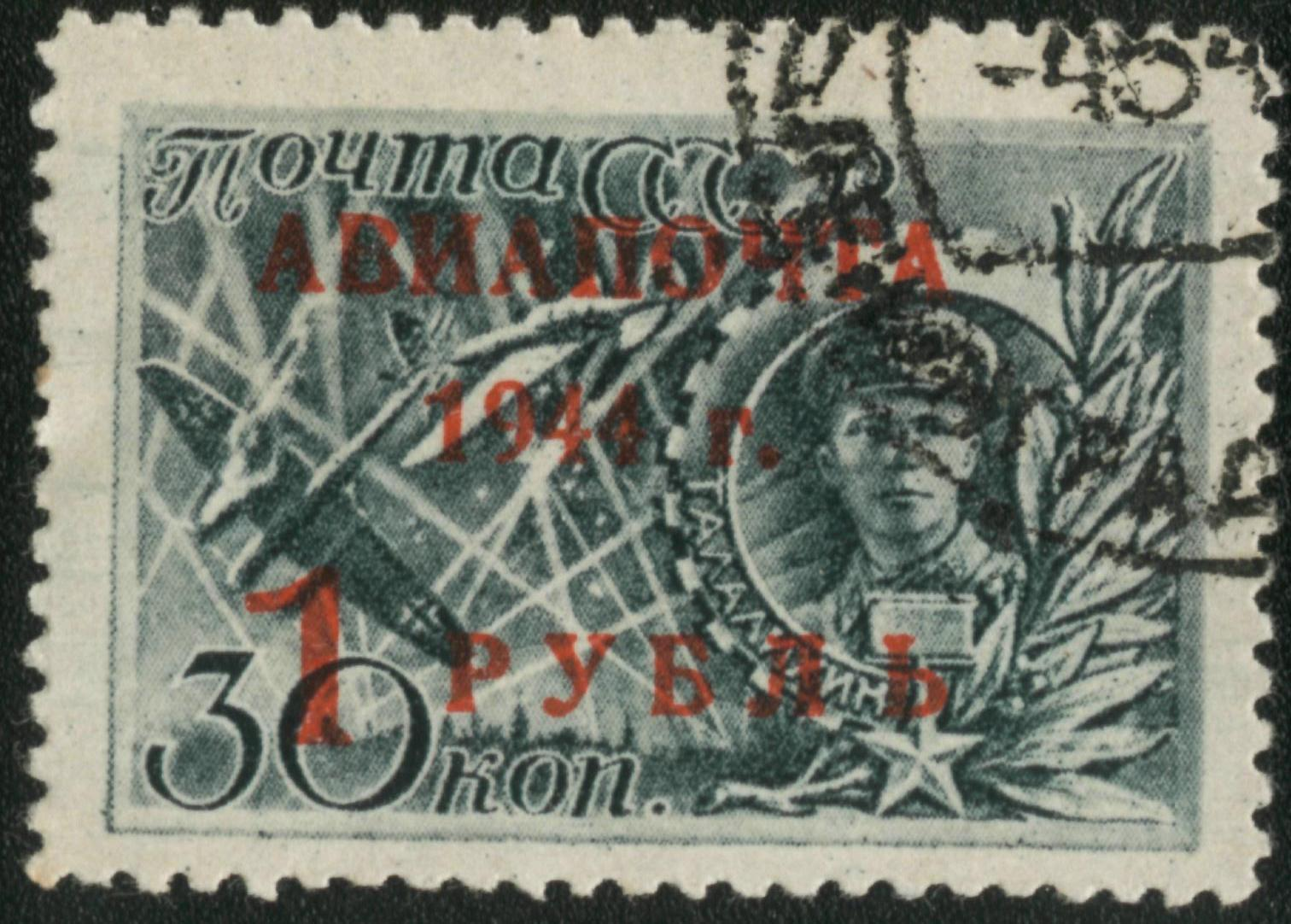
Почтовая марка СССР 1943 года, посвящённая тарану Талалихина

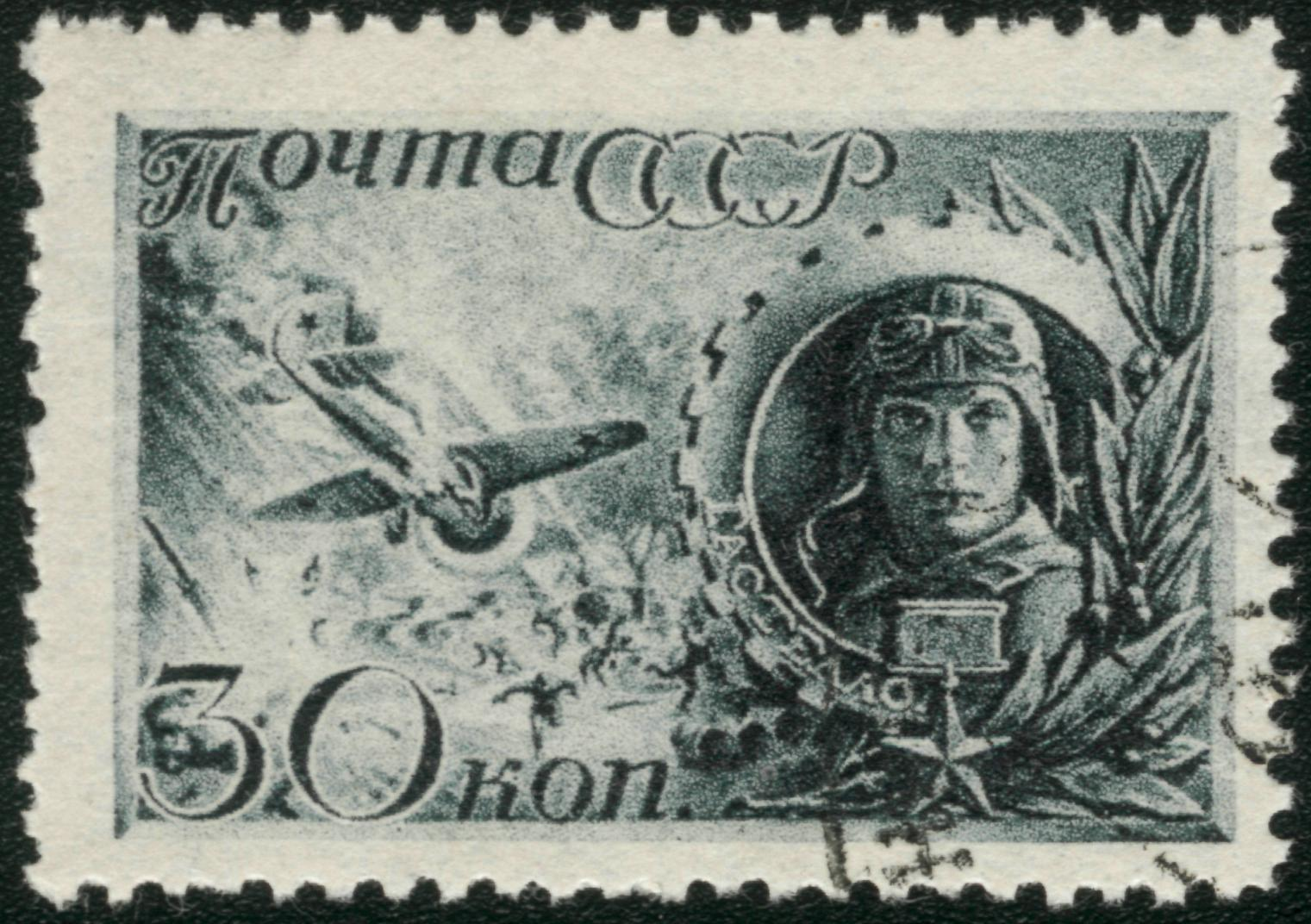
Советская почтовая марка, посвящённая наземному тарану Гастелло

Тара́н — приём воздушного боя, заключающийся в нанесении повреждений летательному аппарату противника непосредственно самим летательным аппаратом атакующего. Возможен также таран наземного объекта или корабля. Первым воздушный таран применил Пётр Нестеров 8 сентября 1914 года против австрийского самолёта-разведчика. Известны также случаи огненного тарана — уничтожения летательным аппаратом (как правило, находящимся в безвыходном положении) той или иной наземной цели.

## Техника
Таран выполняется путём направления летательного аппарата непосредственно на цель до соударения с нею. Разрушение цели может производиться как за счёт непосредственно кинетической энергии атакующего летательного аппарата, так и за счёт детонации боеприпасов и топлива атакующего либо самой цели. При таране наземной цели или корабля единственный шанс выжить для атакующего пилота — это покинуть свой летательный аппарат до момента столкновения с целью. При таране воздушной цели пилот при определённом опыте и везении может выжить, либо воспользовавшись парашютом, либо даже сохранив свой самолёт в относительной исправности и посадив его.
В 1899 году вышла книга английского фантаста Герберта Уэллса «Когда Спящий проснётся», в которой был описан воздушный таран одного летательного аппарата другим.
В журнале «Вестник воздухоплавания» № 13-14 за 1911 год русский авиатор Н. А. Яцук высказал предположение, что, «возможно, что в исключительных случаях лётчики будут решаться таранить своими аэропланами чужой» (в этот период на аэропланы ещё не устанавливалось стационарного огнестрельного вооружения, поэтому бой между машинами в воздухе был практически невозможен). Он же предложил первый способ воздушного тарана, дающий лётчику шансы на выживание: удар сверху шасси своего аэроплана по крылу аэроплана противника. Именно у Яцука идею тарана узнал Пётр Нестеров, впервые применивший воздушный таран на практике.
В зависимости от конструкции самолётов в разное время использовались различные техники тарана:
Удар шасси по крылу
Применялся на ранних бипланах, имеющих непрочное крыло и неубирающиеся стойки шасси. Атакующий аэроплан заходит на цель сверху и наносит удар колёсами шасси по верхнему крылу цели. Именно этот способ тарана применил Нестеров, но из-за неверно рассчитанной скорости произошёл удар фюзеляжем, что привело к повреждению аэроплана и последующей гибели пилота. Позже этот тип тарана удачно применил Александр Казаков.
Удар пропеллером по хвостовому оперению
Широко применялся на винтовых самолётах самой разной конструкции. Атакующий самолёт заходит на цель сзади и наносит удар пропеллером по хвостовому оперению цели. Удар приводит к разрушению либо потере управляемости самолёта-цели. Самый распространённый вид воздушного тарана во времена Великой Отечественной войны. При правильном исполнении лётчик атакующего самолёта имеет достаточно хорошие шансы: при столкновении страдает только пропеллер, и даже в случае его повреждения сохраняется возможность посадить машину либо покинуть её с парашютом.
Удар крылом
Производится как при лобовом сближении, так и при заходе на цель сзади. Удар наносится крылом по хвосту или фюзеляжу, в том числе кабине пилота самолёта-цели. Иногда такими таранами заканчивались лобовые атаки.
Удар фюзеляжем
Самый опасный для лётчика вид тарана. К нему можно также отнести столкновение самолётов при лобовой атаке. Тем не менее, известны случаи выживания лётчиков после такого тарана.
Удар хвостом (таран И. Ш. Бикмухаметова)
Таран, совершённый И. Ш. Бикмухаметовым во время Великой Отечественной войны: выйдя в лоб противнику с горкой и виражом, Бикмухаметов нанёс удар хвостом своего самолёта по крылу противника. В результате противник потерял управление, сорвался в штопор и разбился, а Бикмухаметов сумел довести свой самолёт до аэродрома и благополучно приземлиться.
Таран В. А. Куляпина
Таран на реактивном истребителе крупного транспортного самолёта. Куляпин зашёл на цель сзади и ударом части фюзеляжа за кабиной и вертикального киля своего истребителя обрубил стабилизатор атакуемого самолёта.
Известны единичные случаи «таранных боёв», когда в столкновении двух самолётов последовательно применялись несколько различных таранных ударов.

## Применение

### Первая мировая война
Первым воздушный таран 8 сентября 1914 года применил штабс-капитан П. Н. Нестеров, на высоте 600 метров на моноплане «моран» совершивший таран австрийского самолёта-разведчика Albatros D.II. В результате столкновения самолёты получили повреждения, экипажи погибли.
Вторым таран 18 марта 1915 года применил поручик А. А. Казаков, который на самолёте «моран» таранил и сбил германский самолёт типа «Альбатрос», после чего сумел успешно посадить свой аэроплан. За свой подвиг лётчик был удостоен Георгиевского оружия.

### Гражданская война в Испании
В ходе войны в Испании 25 октября 1937 года над Барселоной управлявший истребителем И-15 советский лётчик лейтенант Е. Н. Степанов совершил первый в истории ночной таран и сбил итальянский бомбардировщик SM.81.

### Японо-китайская война
19 августа 1937 года семь китайских самолётов Northrop Gamma 2E вылетели на бомбардировку японских кораблей в устье реки Янцзы, во время атаки самолёт № 904 (которым управлял лейтенант Cheng Chung Hui) врезался в японское судно в заливе Ханьчжоу.
31 мая 1938 года в районе Ханькоу советский лётчик А. А. Губенко, израсходовав во время воздушного боя боезапас, пошёл на таран японского истребителя И-96, отрубив винтом консольную часть крыла самолёта противника, после чего сумел посадить свой повреждённый самолёт на аэродром

### Бои на реке Халхин-Гол
Во время боевых действий на реке Халхин-Гол таран самолёта противника совершили старший лейтенант В. Ф. Скобарихин (совершивший таран японского истребителя И-97, а затем успешно посадивший получивший повреждения И-16), лейтенант А. Ф. Мошин (также успешно посадивший И-16 после выполнения тарана японского истребителя) и капитан В. П. Кустов (погибший при таране груженого бомбами японского бомбардировщика — в результате столкновения самолёты взорвались).
Кроме того, 5 августа 1939 года был совершён первый огненный таран наземной цели, который выполнил комиссар 150-го бомбардировочного полка М. А. Ююкин — после того, как управляемый им бомбардировщик СБ был повреждён зенитным огнём, он направил подбитый и теряющий высоту самолёт на скопление японских войск и приказал находившимся на борту стрелку-радисту и штурману выпрыгивать с парашютами. М. А. Ююкин был награждён орденом Ленина (посмертно).

### Финская война
В ходе финской войны 13 февраля 1940 года в районе Хавуваары управлявший истребителем И-16 лейтенант 49-го истребительного авиаполка РККА Я. Ф. Михин во время воздушного боя таранил и сбил финский истребитель, отрубив ему хвостовое оперение, а затем сумел посадить свой самолёт. За совершение тарана он был награждён орденом Красного Знамени. Сбитый им финский истребитель был найден советскими военнослужащими, но восстановлению не подлежал. В своём отчёте Михин определил сбитый им самолёт как «Fokker D.XXI», а пилотировал его якобы финский ас (6 побед) лейтенант Тату Гуганантти, который погиб, не успев выпрыгнуть с парашютом. Только спустя более 70 лет проверка информации по финским документам показала, что в результате тарана был сбит финский истребитель Gloster Gladiator Mk.II из состава 2./LLv-26 (бортовой номер GL-260), которым управлял датский пилот Карл-Кнут Калмберг.

### Вторая мировая война
В большинстве воюющих стран Второй мировой войны летчики вели бой, полагаясь на надежность и высокую эффективность штатного оружия. Таран не поощрялся, как вид атаки излишне рискованный для атакующего, и ведущий к неоправданным потерям обученных летчиков.
Тем не менее, лётчик, совершивший таран, как правило получал правительственную награду.
Таран применялся в широком масштабе лишь в ВВС СССР и на последнем этапе войны в ВВС Японии.

#### СССР

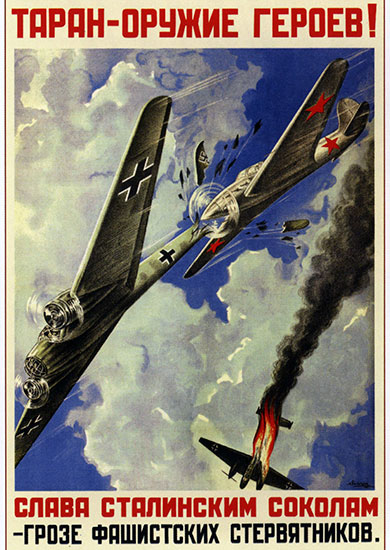
»Таран - оружие героев», плакат периода Великой Отечественной войны. Художник А. Волошин

В годы Великой Отечественной войны советские лётчики использовали таран как последнее средство атаки воздушного противника в случае заклинивания оружия или преждевременного израсходования боеприпасов. Только за первый день войны таран совершили 15 пилотов:
- капитан А. С. Протасов,
- старшие лейтенанты И. И. Иванов, А. И. Мокляк, П. А. Кузьмин,
- лейтенанты Л. Г. Бутелин, Е. М. Панфилов, П. С. Рябцев, С. М. Гудимов, Т. С. Малиенко, В. С. Лобода, П. С. Рябцев, А. И. Пачин, Н. Г. Ковтун
- старший политрук А. С. Данилов,
- младшие лейтенанты Д. В. Кокорев, Е. М. Панфилов,
- неизвестный лётчик, таранивший немецкий самолёт над местечком Выгода у Белостока.[12].

Доступными документами подтверждается совершение тарана 22 июня 1941 года четырьмя советскими пилотами:
- лейтенанты И. И. Иванов, Д. В. Кокорев, Л. Г. Бутелин, П. С. Рябцев.

Всего известны 561 советский лётчик-истребитель, 19 летчиков-штурмовиков и 18 лётчиков-бомбардировщиков, совершавшие воздушные тараны. Многие из их числа выполняли таран неоднократно: 33 человека — дважды, Алексей Хлобыстов — трижды и Борис Ковзан — четырежды) (см. также).
12 сентября 1941 года старший лейтенант Екатерина Зеленко на лёгком бомбардировщике Су-2 сбила один немецкий истребитель Me-109 и таранила второй. От удара крылом по фюзеляжу «мессершмитт» разломился пополам, а Су-2 взорвался, при этом лётчицу выбросило из кабины, что и привело к её гибели. Это единственный известный случай воздушного тарана, совершённый женщиной.
В ночь на 29 июля 1941 года старший лейтенант Пётр Еремеев совершил первый в годы Великой Отечественной войны ночной таран. А 11 августа 1941 года лейтенант Алексей Катрич совершил первый в мире высотный таран (на высоте 8000 метров).
Наиболее число воздушных таранов было совершено в самый тяжёлый первый период войны, по мере роста оснащённости советских ВВС новой техникой и улучшения обучения лётчиков количество таранов стало сокращаться: за 1941—1942 (по 18 ноября) годы совершено 358 таранов, за период с 19 ноября 1942 по 1943 годы — 192 тарана, за 1944 год — 62 тарана, за 1945 год — 23 тарана и один воздушный таран был совершён в советско-японской войне в августе 1945 года.
В ходе одного воздушного боя над рекой Ловать в марте 1943 года были совершены два воздушных тарана (сначала капитан И. Холодов таранил и сбил "мессершмитт-109", после этого лейтенант Н. Коваль отрубил винтом хвостовое оперение штурмовику "фокке-вульф-190").
В 237 случаях советские лётчики совершали огненный таран, когда подбитый и загоревшийся самолёт совершал таран наземной (скопление войск или техники, объекты инфраструктуры и др.) или надводной цели (Гастелло, Николай Францевич; Грибовский, Александр Прокофьевич).
В это число входит и совершённый 14 января 1943 года таран надводной цели: на внешнем рейде порта Вардё лётчик А. А. Баштырков был подбит зенитным огнём и направил свой загоревшийся самолёт в транспорт противника.
Выполнение воздушного тарана рассматривалось как одна из форм воинского героизма и подвиг.

#### США
10 мая 1945 года лётчик морской пехоты Роберт Клингман на истребителе F4U «Корсар» после отказа бортового вооружения совершил успешный таран японского самолёта-разведчика и вернулся на аэродром.

#### Япония
8 мая 1942 года сержант Тадао Ода на истребителе Накадзима Ki-43 совершил таран бомбардировщика B-17F ВВС США.
4 октября 1942 года в районе острова Гуадалканал японский гидроплан F1M2 совершил лобовой таран B-17Е из 72-го авиакрыла ВВС США (в результате которого американский бомбардировщик и его экипаж были уничтожены, а оба японских лётчика уцелели и покинули самолёт на парашютах).
После сражения в заливе Лейте в 1944 году по инициативе вице-адмирала Такидзиро Ониси началось создание специальных подразделений лётчиков-камикадзе, которые таранили корабли противника на самолётах, начинённых взрывчаткой.

#### Болгария
Поскольку 1 марта 1941 года Болгария присоединилась к Берлинскому пакту, на конференции в Касабланке (14 — 24 января 1943 года) президент США Ф. Рузвельт и премьер-министр Великобритании У. Черчилль приняли решение о начале стратегических бомбардировок Болгарии с целью вывести страну из войны. При отражении авианалётов англо-американских ВВС воздушный таран совершили два лётчика-истребителя ВВС Болгарии:
1. 20 декабря 1943 года поручик Д. Списаревский (вся семья которого погибла 14 ноября 1943 года в результате бомбардировки Софии самолётами ВВС США) на истребителе Me-109G2 совершил таран американского бомбардировщика B-24H «Liberator», в результате которого выжил только бортстрелок бомбардировщика сержант Роберт Реннер.
2. 17 апреля 1944 года поручик Н. Бончев на истребителе Me-109 совершил таран американского бомбардировщика B-17 «Flying Fortress», после чего успешно покинул получивший повреждения истребитель с парашютом[25].

#### Германия
Известны отдельные случаи тарана немецкими лётчиками американских самолётов.
7 июля 1944 года Вилли Решке после отказа бортового вооружения уничтожил тараном над Словакией американский бомбардировщик B-24 и выпрыгнул с парашютом.
В начале 1945 года было сформировано специальное подразделение Sonderkommando Elbe, задачей которого было уничтожение бомбардировщиков путём тарана. Единственный массовый вылет оно совершило 7 апреля 1945 года. Было уничтожено до 13 американских бомбардировщиков, но собственные потери оказались очень велики.
Историками Манфредом Бёме и Робертом Форсайтом предполагается, что ас Генрих Эрлер погиб 4 или 6 апреля 1945 года, совершая воздушный таран против бомбардировщика B-17.

#### Греция
2 ноября 1940 года лётчик-истребитель 22-й авиаэскадрильи ВВС Греции М. Митралексис, израсходовав боезапас во время воздушного боя, на истребителе PZL P.24 догнал и таранил итальянский бомбардировщик SM.79, отрубив ему хвост винтом, а затем успешно посадил свой самолёт недалеко от места падения бомбардировщика.

### После 1945
4 июля 1950 года полковник ВВС Южной Кореи Ли, совершая вылет на истребителе-бомбардировщике F-51, был подбит зенитным огнём и направил свой повреждённый самолёт на танк Т-34 армии КНДР. 5 августа 1950 года аналогичный таран вражеской зенитной позиции на подбитом F-51 совершил лётчик ВВС США Л. Себилл.
С развитием реактивной авиации и ракетного вооружения использование тарана сошло на нет (как отметил имевший опыт выполнения воздушного тарана генерал-полковник авиации Е. М. Горбатюк, выполнение тарана реактивного самолёта другим реактивным самолётом является крайне сложной задачей), однако теоретическая возможность воздушного тарана считалась допустимой (в качестве примера, была рассмотрена возможность воздушного тарана полностью израсходовавшим боекомплект лётчиком-истребителем ВВС СССР бомбардировщика противника с атомным оружием). Тем не менее имели место случаи тарана реактивными самолётами.
В советское время считалось, что во время Корейской войны совершил воздушный таран 18 июня 1951 года на реактивном истребителе МиГ-15 капитан Серафим Субботин, однако сам он в интервью последних лет утверждал, что в суматохе воздушного боя непреднамеренно столкнулся на повреждённом самолёте с американским истребителем «Сейбр», успев катапультироваться за мгновения до столкновения (американский пилот погиб при взрыве обоих самолётов в воздухе).
Согласно египетским источникам, в ходе Войны Судного Дня 14 октября 1973 г. во время отражения атаки израильской авиации на аэродром Эль-Мансура истребитель МиГ-21, пилотируемый капитаном Мохамедом Адубом, врезался в падающие обломки сбитого им «Фантома». Летчики обоих самолётов успели катапультироваться и приземлились почти рядом. Израильтянин попал в руки работавших неподалёку феллахов и едва не был убит на месте. Ему на помощь пришёл Мохамед, отбивший пленного и забравший его с собой в госпиталь. Согласно израильским данным, в ходе вышеуказанного боя было потеряно две машины F-4.
28 ноября 1973 года капитан Г. Елисеев на реактивном истребителе МиГ-21СМ совершил таран самолёта-разведчика RF-4C «Фантом» ВВС Ирана (при нарушении последним Государственной границы СССР в районе Муганской долины АзССР). Это был первый подтверждённый случай воздушного тарана реактивным боевым самолётом другого реактивного боевого самолёта. 14 декабря 1973 Елисееву было присвоено звание Героя Советского Союза (посмертно).
18 июля 1981 года — советский перехватчик Су-15ТМ (пилот — Куляпин, Валентин Александрович) совершил таран транспортного самолёта CL-44 (номер LV-JTN, авиакомпания «Transportes Aereo Rioplatense», Аргентина), совершавшего тайный транспортный рейс по маршруту Тель-Авив — Тегеран и вторгшегося в воздушное пространство СССР над территорией Армении. Все 4 члена экипажа CL-44 погибли, включая подданного Великобритании. Куляпин успешно катапультировался, хотя, по его позднейшим воспоминаниям, самолёт слушался рулей, двигатель работал, так что можно было попробовать дотянуть до аэродрома и приземлиться. За таран награждён орденом Красного Знамени. Это второй случай тарана реактивным самолётом нарушителей границы в истории советских ВВС и последний по состоянию на 2021 год официально зарегистрированный воздушный таран в мире.
21 июля 1982 года — во время ирано-иракской войны иранский лётчик Аббас Доуран на реактивном истребителе F-4 совершил таран здания в Багдаде (Ирак), где должна была пройти 7-я конференция Движения неприсоединения. Конференция была перенесена в Индию.
27 декабря 1985 года в ходе войны в Афганистане военный лётчик 1-го класса, подполковник А. Н. Левченко направил подбитый самолёт МИГ-23 на укреплённую позицию ПВО моджахедов и взрывом своей машины уничтожил её. Некоторыми исследователями (В. Марковский, И. Приходченко) совершение тарана оспаривается.
26 февраля 2022 года во время вторжения российских войск в Украину, будучи подбитым, совершил таран российской колонны украинский пилот штурмовика Су-25 Андрей Антихович.
В июле 2024 года беспилотный летательный аппарат Тульского соединения воздушно-десантных войск РФ сбил вражеский беспилотный летательный аппарат, совершив воздушный таран.